# Гюнівка (Бердянський район)
Гю́нівка — село в Україні, у Бердянському районі Запорізької області. Населення становить 601 особа, переважно болгари. Орган місцевого самоврядування — Гюнівська сільська рада.

## Географії
Село Гюнівка знаходиться біля витоків річки Чокрак, нижче за течією на відстані 3 км розташоване село Єлисеївка. До районного центру — 52 км і 5 км до залізничної станції Нельгівка на лінії Пологи-Бердянськ.

## Історія
Село заснували в 1862 році болгари-переселенці і вихідці з Харківської та Київської губерній на місці ногайського поселення Кахнас.
Після ліквідації Приморського району 19 липня 2020 року село увійшло до Бердянського району.

## Сьогодення
Колгосп ім. Енгельса, центральна садиба якого розташована у селі, має 2,7 тис. га землі, у тому числі 2,2 тис. га — орної. Основний напрям господарства — виробництво зерна і продукції м'ясо-молочного тваринництва. У 1968 році колгоспники виростили з га по 24,4 цнт озимої пшениці, 29,4 цнт кукурудзи та 21,6 цнт соняшнику і виробили на 100 га сільськогосподарських угідь 297 цнт молока, 52,6 цнт м'яса. Розвинуте садівництво. Працюють ремонтні майстерні.
У Гюнівці є восьмирічна школа, бібліотека, клуб, літній кінотеатр. Діє група товариства «Знання».